# Oluwatobiloba Alagbe
Oluwatobiloba Adefunyibomi Alagbe (24 aprile 2000) è un calciatore nigeriano, centrocampista o difensore dell'Asteras Tripolīs.

## Carriera

### Club
Cresciuto nelle giovanili della squadra greca dell'Asteras Tripolīs.

## Statistiche

### Presenze e reti nei club
Statistiche aggiornate al 10 maggio 2025.
| Stagione                | Squadra                 | Campionato              | Campionato | Campionato | Coppe nazionali | Coppe nazionali | Coppe nazionali | Coppe continentali | Coppe continentali | Coppe continentali | Altre coppe | Altre coppe | Altre coppe | Totale | Totale |
| Stagione                | Squadra                 | Comp                    | Pres       | Reti       | Comp            | Pres            | Reti            | Comp               | Pres               | Reti               | Comp        | Pres        | Reti        | Pres   | Reti   |
| ----------------------- | ----------------------- | ----------------------- | ---------- | ---------- | --------------- | --------------- | --------------- | ------------------ | ------------------ | ------------------ | ----------- | ----------- | ----------- | ------ | ------ |
| 2019-2020               | Asteras Tripolīs        | SL                      | 3          | 0          | CG              | 0               | 0               | -                  | -                  | -                  | -           | -           | -           | 3      | 0      |
| 2021-2022               | Jeunesse Esch           | DN                      | 17         | 1          | CL              | 1               | 0               | -                  | -                  | -                  | -           | -           | -           | 18     | 1      |
| 2022-gen. 2023          | Progrès Niedercorn      | DN                      | 10         | 1          | CL              | 1               | 0               | -                  | -                  | -                  | -           | -           | -           | 11     | 1      |
| gen.-giu. 2023          | Asteras Tripolīs        | SL                      | 10         | 0          | CG              | 0               | 0               | -                  | -                  | -                  | -           | -           | -           | 10     | 0      |
| 2023-2024               | Asteras Tripolīs        | SL                      | 24         | 1          | CG              | 3               | 0               | -                  | -                  | -                  | -           | -           | -           | 27     | 1      |
| 2024-2025               | Asteras Tripolīs        | SL                      | 29         | 2          | CG              | 6               | 0               | -                  | -                  | -                  | -           | -           | -           | 35     | 2      |
| Totale Asteras Tripolīs | Totale Asteras Tripolīs | Totale Asteras Tripolīs | 66         | 3          |                 | 9               | 0               |                    | -                  | -                  |             | -           | -           | 75     | 3      |
| Totale carriera         | Totale carriera         | Totale carriera         | 93         | 5          |                 | 11              | 0               |                    | -                  | -                  |             | -           | -           | 104    | 5      |